# Tunnel du Simplon
 (juin 2011).
Si vous disposez d'ouvrages ou d'articles de référence ou si vous connaissez des sites web de qualité traitant du thème abordé ici, merci de compléter l'article en donnant les références utiles à sa vérifiabilité et en les liant à la section « Notes et références ».
Pour un article plus général, voir Ligne de Brigue à Domodossola.

Le tunnel du Simplon est un tunnel ferroviaire sous les Alpes qui relie la ville de Brigue en Valais (Suisse) au village d'Iselle dans le Piémont (Italie). C'est un ouvrage majeur de la ligne de Brigue à Domodossola. Le tunnel comporte deux galeries et mesure 19,823 km. Inauguré le 19 mai 1906, il est resté le plus long tunnel ferroviaire du monde jusqu'en 1982, soit 76 ans.
Le tunnel est propriété des Chemins de fer fédéraux (CFF), le tronçon compris entre Iselle di Trasquera et Domodossola est propriété et exploitée par RFI et la gestion de l'exploitation de la ligne dans son ensemble est confiée à la compagnie BLS jusqu'à la gare italienne de Domodossola.
Actuellement, plus de cent trains l'empruntent chaque jour et la mise en exploitation du tunnel de base du Lötschberg, inauguré le 15 juin 2007, va augmenter l'importance de l'axe ferroviaire du Simplon.
La ligne offre aussi la possibilité aux véhicules et leurs passagers, d'être transportés sur des wagons, de Brigue à Iselle ou inversement, pour éviter de passer par le col du Simplon.

## Histoire

### Planification
C'est en 1880 que le projet de tunnel ferroviaire sous les Alpes entre Brigue et Domodossola à travers le massif du Simplon a pris une tournure plus concrète en 1895 après la conclusion d'un traité avec l'Italie,, malgré nombre de critiques quant à cette entreprise gigantesque pour l'époque. Le projet comportait un tunnel et une galerie de plus petit diamètre en parallèle à une distance de 17 mètres pour évacuer les matériaux. C'est la Compagnie de Chemin de Fer du Jura et Simplon (JS), fondée en 1889, qui joua un rôle moteur dans l'aboutissement du projet. Le directeur de la compagnie Ernest Ruchonnet y joua un rôle primordial dans la recherche des fonds et sur le plan politique dans les négociations. Il gagna au projet Sulzer les banques cantonales de la suisse occidentale, et derrière elles la finance suisse et française. Ces banques s'engagèrent à prêter à l'entreprise une somme de 60 millions de francs suisses. Dès lors, Ernest Ruchonnet passa contrat avec les banques et avec l'entreprise Brandt, Brandau et Cie, qu'avait organisé la maison Sulzer. Ernest Ruchonnet obtint également de l'Italie une subvention et l'autorisation de faire aboutir le tunnel sur son territoire. Le rachat de la Compagnie de Chemin de Fer du Jura et Simplon par les Chemins de fer fédéraux suisses en 1903, vint mettre un terme à ses fonctions de directeur de la Compagnie, et sa santé ne lui permit pas d'accepter la place qui lui était offerte par les CFF. Son dernier effort fut de recueillir les adhésions des cantons aux conditions de rachat posées par le Conseil fédéral. Mort le 29 juin 1904, Ernest Ruchonnet n'aura pas vu la fin des travaux,.

### Travaux de percement
Le 2 août 1898 marque le début du percement à partir de l'extrémité Nord, puis le 16 août 1898 celui du percement à partir de l'extrémité Sud. Le 24 février 1905, les deux galeries se retrouvent,.

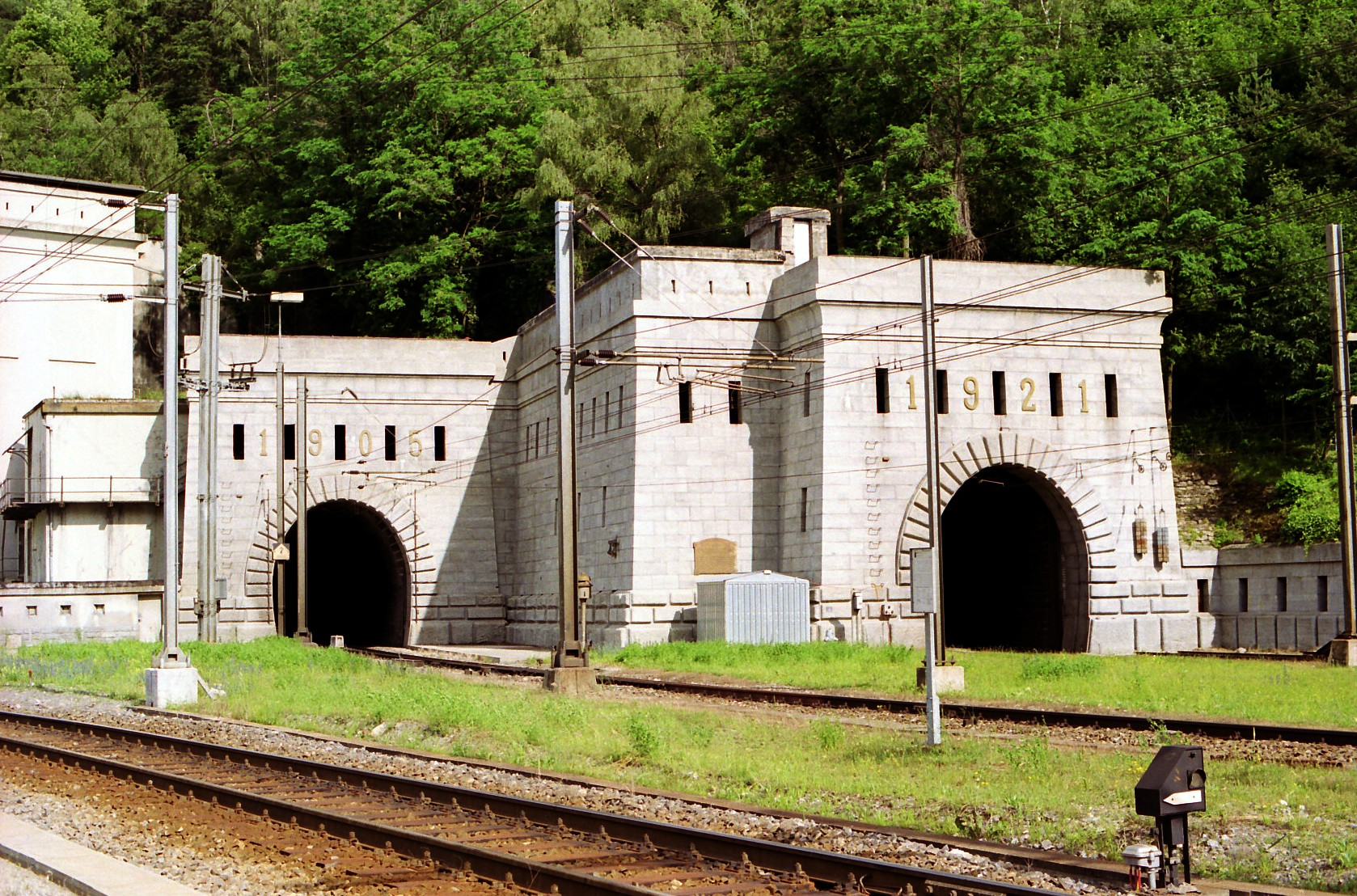
Entrée du tunnel du Simplon, côté Suisse, à Brigue.

Creusé quasiment à la main par des milliers d'ouvriers, avec des pics et des barres à mine derrière des foreuses hydrauliques. On a compté 4 000 ouvriers du côté suisse et près de 10 000 à certains moments du côté italien. Le tunnel a prélevé son dû, faisant 67 morts durant les travaux. Les conditions de perçage étaient épouvantables, tantôt par des chaleurs étouffantes - plus de 45 degrés à l'intérieur du tunnel - tantôt la galerie était inondée d'eau glacée ou brûlante selon les sources rencontrées. C'est Ercole Marelli, alors une toute jeune entreprise de Milan, qui a inventé et fourni le système d'éclairage du chantier alimenté par des accumulateurs rechargeables.
| Année | Nombre             |
| ----- | ------------------ |
| 1898  | entre 510 et 530   |
| 1899  | entre 680 et 2490  |
| 1900  | entre 2660 et 3770 |
| 1901  | entre 3640 et 3170 |
| 1902  | entre 2910 et 3140 |
| 1903  | entre 3070 et 3440 |
| 1904  | entre 2590 et 3120 |

### Inauguration
Le 19 mai 1906 le premier tunnel est inauguré en présence du roi Victor-Emmanuel III d'Italie. La ligne est mise en service le 1er juin 1906,.

## Coûts du premier tunnel inauguré en 1906
En 1910, d'après La Stampa de Turin, le rapport des experts officiels désignés par la Suisse et l'Italie, les ingénieurs De Capitani et Crosa, pour l'Italie, les ingénieurs Winkler et Manuel, pour la Suisse, chargés d'arrêter le coût exact du tunnel du Simplon et de ses annexes, pour le cas de rachat par l'Italie de la partie du tunnel indique les données suivantes : la longueur du tunnel, base fondamentale des calculs, a été arrêtée à 19 830 mètres, dont 10 718 mètres sur territoire italien et 9 044 mètres sur territoire suisse. La gare centrale, au milieu de la galerie, est donc complètement sur territoire italien. La dépense totale a été de 76 611 241 francs suisses, y compris les dépenses pour études et organisation (2 millions), les intérêts du capital pendant la construction (9 millions), la gare de Brigue, le télégraphe, etc. 
La répartition entre les deux tronçons a donné les chiffres suivants : pour la partie italienne, 41 231 335 lires, que le gouvernement italien devra rembourser s'il rachète, et pour la partie suisse 35 379 305 francs. Le droit de rachat de l'Italie s'ouvre à la date du 1er juin 1921,.

### Travaux d'élargissement et électrification de la ligne
Le 15 juillet 1913, la ligne d'accès Frutigen - Lötschberg - Brigue est inaugurée. Le manque de charbon pendant la Première Guerre mondiale mène à l'électrification de la ligne, qui est totalement électrifiée dans les années 1930. Les travaux de percement du second tube débutent en 1913, mais ne se termineront qu'en décembre 1921, les travaux ayant pris du retard à cause de la guerre. Le second tube est mis en service en 1922.

### Seconde Guerre mondiale
L'espion Peter Bammater indique en 1944 aux Italiens que les Allemands entassent des explosifs à l'entrée du tunnel. Les partisans italiens déminent le tunnel dans la nuit du 21 au 22 avril 1945, évitant ainsi la destruction prévue par les Allemands,.

### Accidents
Le 28 août 1971, un train entre dans le tunnel à 100 km/h sur une voie limitée à seulement 50 km/h. La dernière voiture a déraillé, s'est renversée sur le côté et a frotté contre la paroi du tunnel. Le déraillement a fait 5 morts et 29 blessés.
Le 23 juillet 1976, le Riviera-Express Ventimiglia - Amsterdam / - Dortmund déraille dans la courbe de la sortie du tunnel nord par excès de vitesse. La locomotive Re 6/6 est sortie des rails et a brossé la paroi du tunnel. L'accident a coûté la vie à 6 voyageurs. La section fut équipée à la suite de cet accident d'un contrôle de vitesse qui a été mis en œuvre en utilisant la commande Integra - Signum.
Le 9 juin 2011, un incendie se déclare à l'intérieur du tunnel du Simplon, peu après 6 h, à 3 km de l'extrémité sud du tunnel, à cause de l'embrasement d'un train de marchandises de la compagnie BLS transportant de la céramique et de l'acier. À cause de l'intense chaleur de l'incendie (près de 900 °C), les pompiers craignent un effondrement de la voûte du tunnel. Le trafic ferroviaire en direction de l'Italie a été dévié par la ligne du Gothard jusqu'à nouvel ordre. En raison de l'intense fumée qui se dégage de la sortie sud du tunnel et qui brouille toute visibilité sur la route, la déviation du transport par le col du Simplon a été interdite. L'incendie n'a pas fait de victime, le conducteur du train ayant eu le temps de se mettre à l'abri. Le deuxième tube parallèle a été rouvert à la circulation, de train navette uniquement, le samedi 11 juin aux environs de 13 heures, après l'évacuation de la fumée. L'incendie a été déclenché par le contact de la bâche d'un wagon détérioré avec la caténaire. La détérioration est probablement due à un acte de vandalisme ou une tentative de vol. Les travaux de réparation durent jusqu'en novembre 2011. Un chantier de rénovation de l'ensemble du tunnel est ouvert en décembre 2012
Le tunnel se trouve sur le tracé de la ligne du Simplon-Orient-Express qui a circulé jusqu'en 1977, reliant Paris à Istanbul via le Simplon, Milan, Trieste et Zagreb.

Archive « Brandt, Brandau & Co »
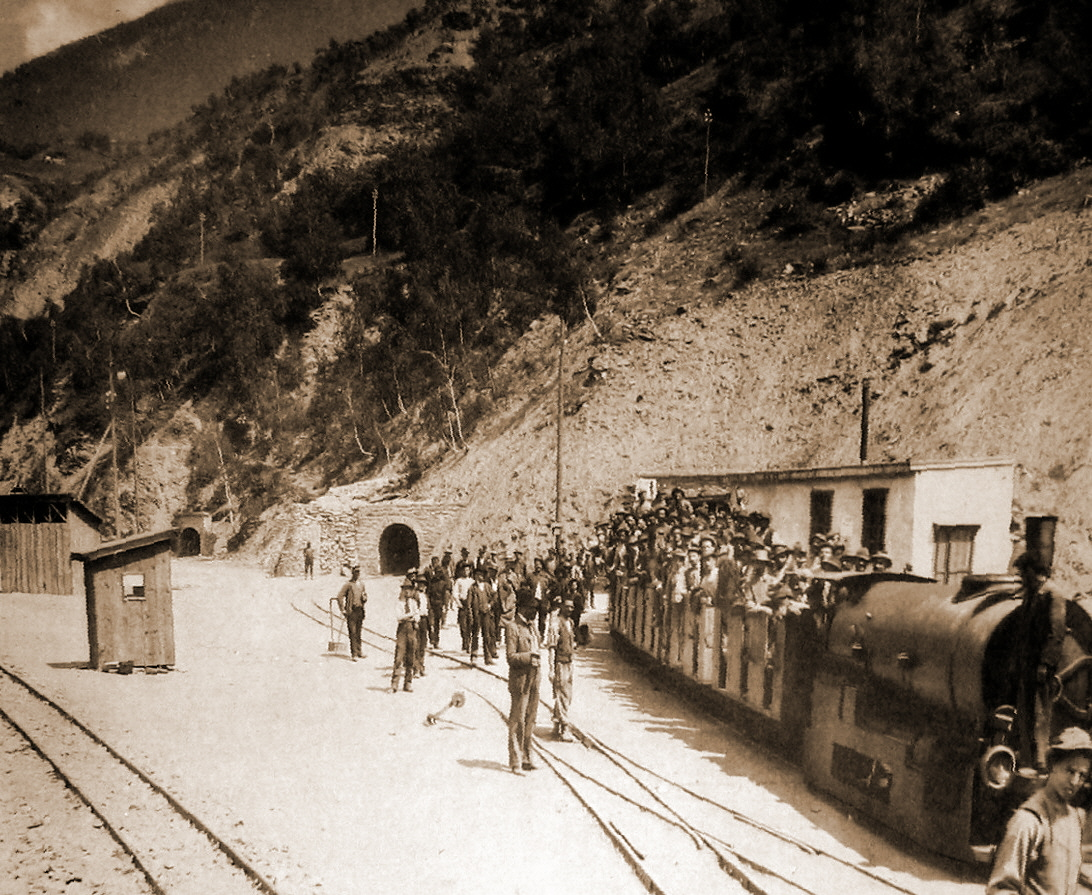
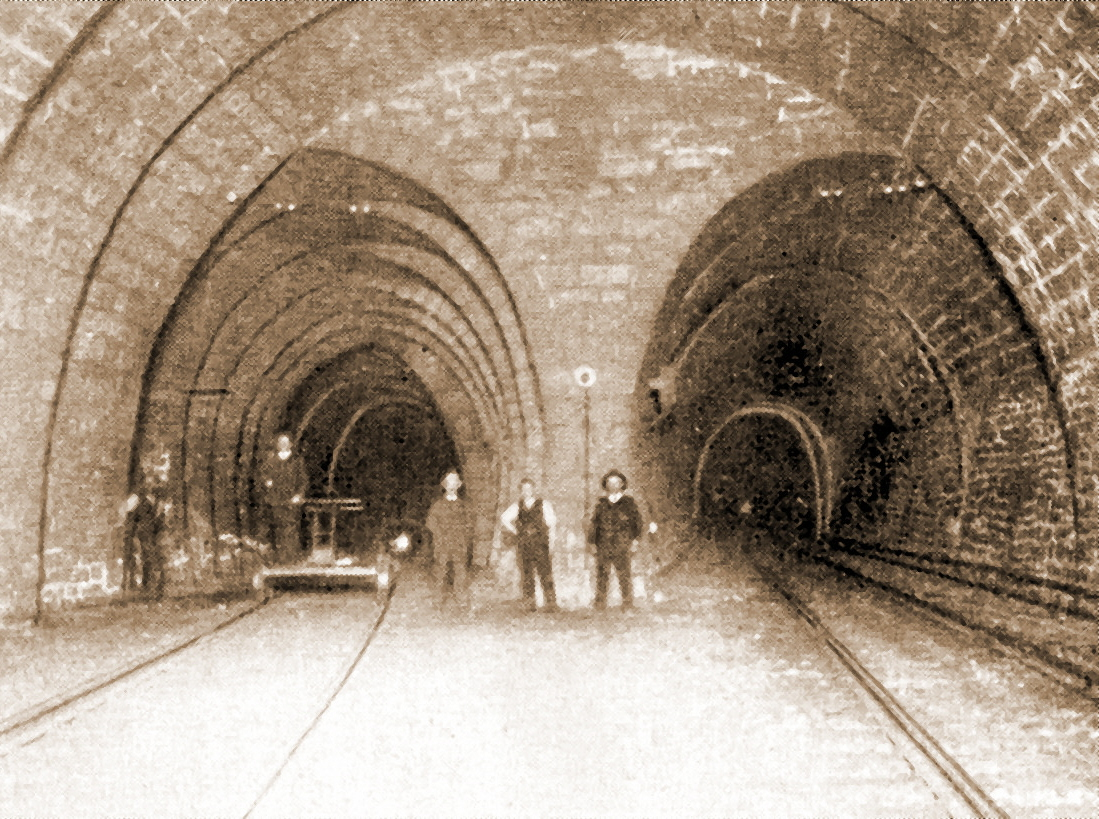
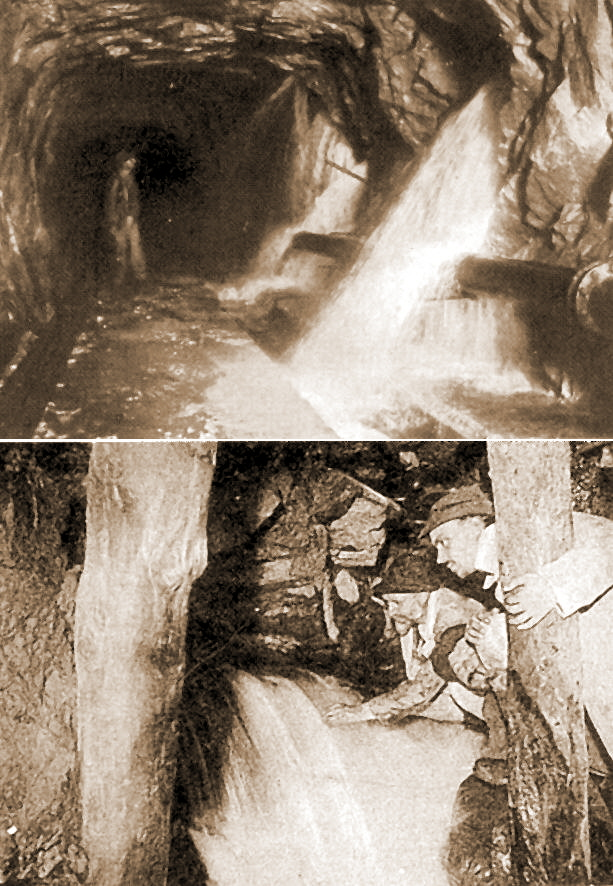

## Caractéristiques
- Longueur tunnel I : 19 803 m
- Longueur tunnel II : 19 823 m
- Portail nord Brigue : 685,80 m[19]
- Point culminant : 704,98 m
- Portail sud Iselle : 633,48 m[19]
- Pente côté nord : 2 ‰[19]
- Pente côté sud : 7 ‰[19]
- Galeries d'accès entre les deux tunnels tous les 200 mètres.

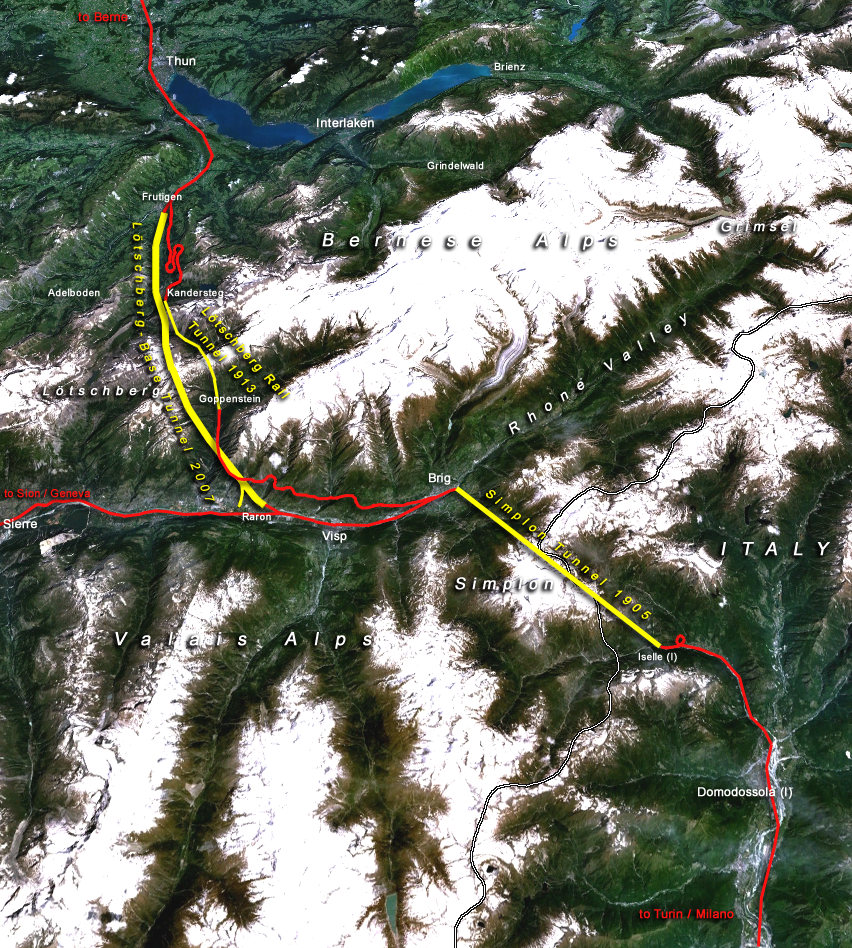
Situation géographique du tunnel.
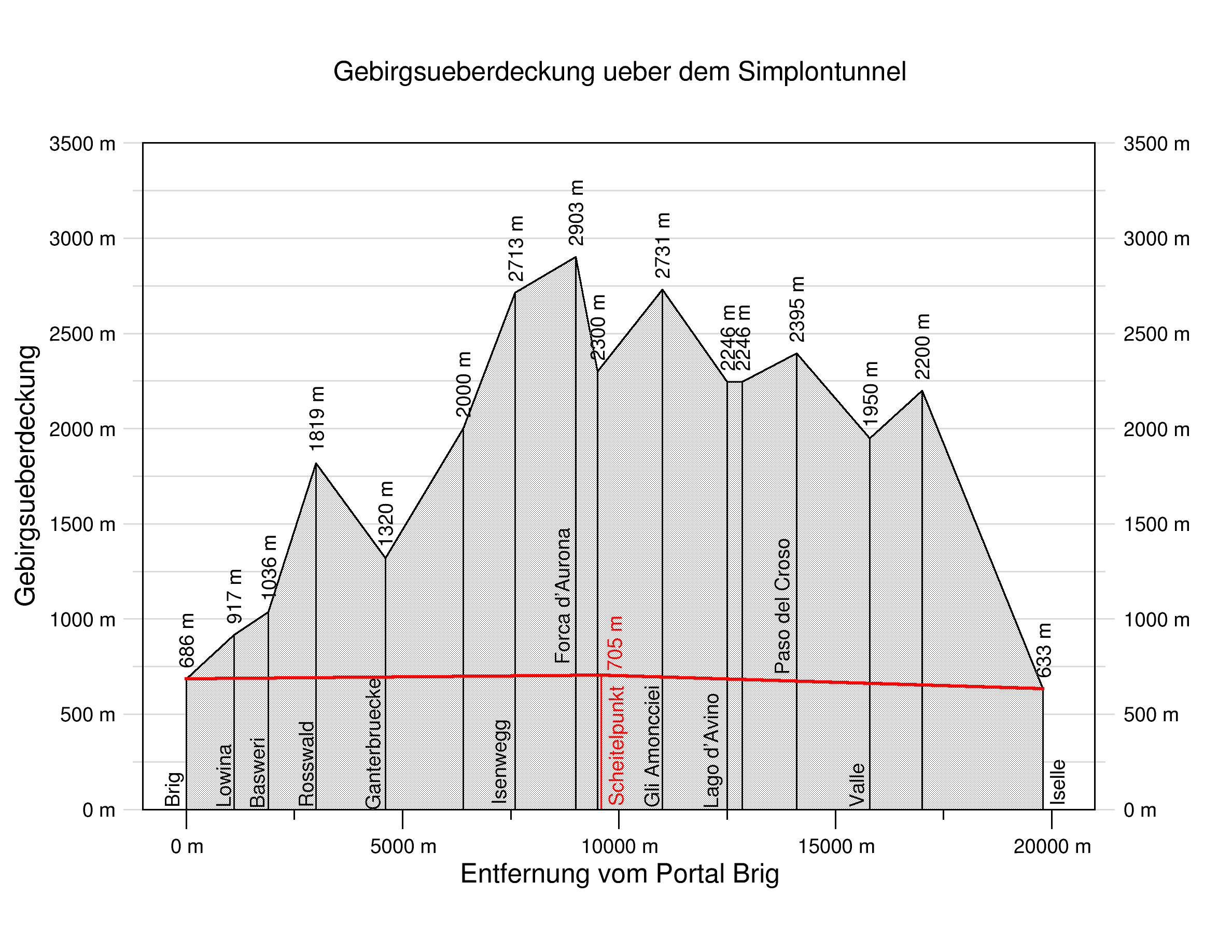
Profil en long du tunnel.
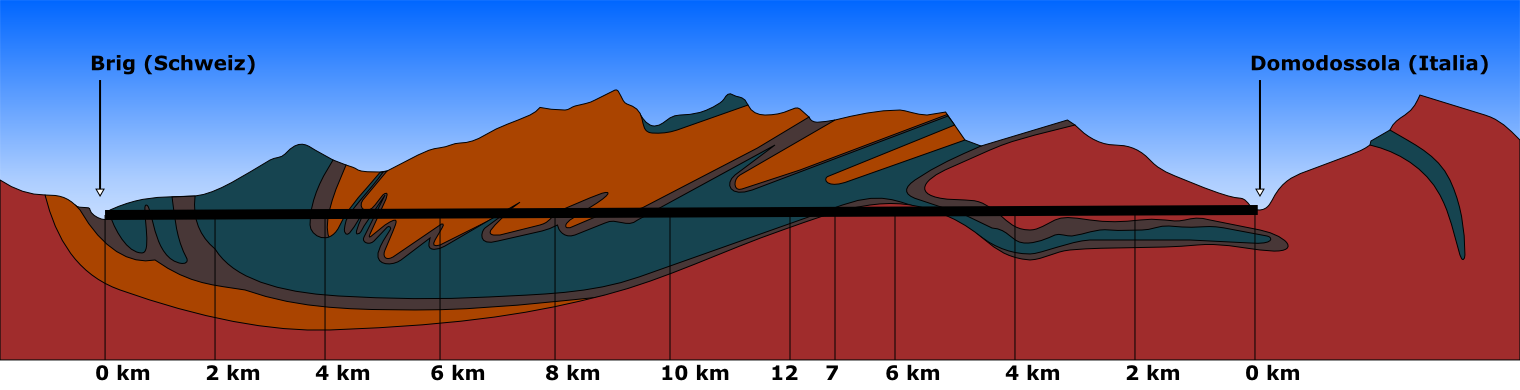
Géologie des terrains traversés.

### Électrification
Le tunnel est électrifié en 15 kV, 16 Hz 2⁄3 (norme suisse) et ceci jusqu'à la gare italienne de Domodossola.

## Documentaire
- Charles-Georges Duvanel, Le Simplon (1956). Film de 17 minutes pour célébrer le cinquantenaire.